# Ganglio geniculado
El ganglio geniculado (del latín genu "rodilla") es un haz de fibras neuronales en forma de L que se localiza en el canal facial de la cabeza. Recibe fibras de los elementos motores, sensoriales y parasimpáticos del nervio facial y, a su vez, manda fibras que inervan las glándulas lagrimales, submandibulares y sublinguales, así como la lengua, el paladar, la faringe, el conducto auditivo externo, el estapedio, el digástrico (sección posterior), al estilohioideo y los músculos de la expresión facial.
El ganglio geniculado alberga neuronas sensitivas especiales para el gusto, de las fibras provenientes de la lengua a través de la cuerda del tímpano y de la fibras que provienen del paladar a través del nervio petroso mayor. La información sensoria y parasimpática del ganglio geniculado pasa al nervio intermediario, mientras que las fibras motoras van propiamente al nervio facial. El nervio petroso mayor, que trae tanto fibras sensoriales como parasimpáticas preganglionares, se origina en la parte anterior del ganglio.
El ganglio geniculado es uno de tantos ganglios de la cabeza y el cuello y, al igual que estos, su estructura es de distribución bilateral, es decir que a cada lado de la cabeza hay un ganglio geniculado.

## Imágenes
|                                                                            |
| Esquema del nervio facial e intermediario y su conexión con otros nervios. |